# کومسومول

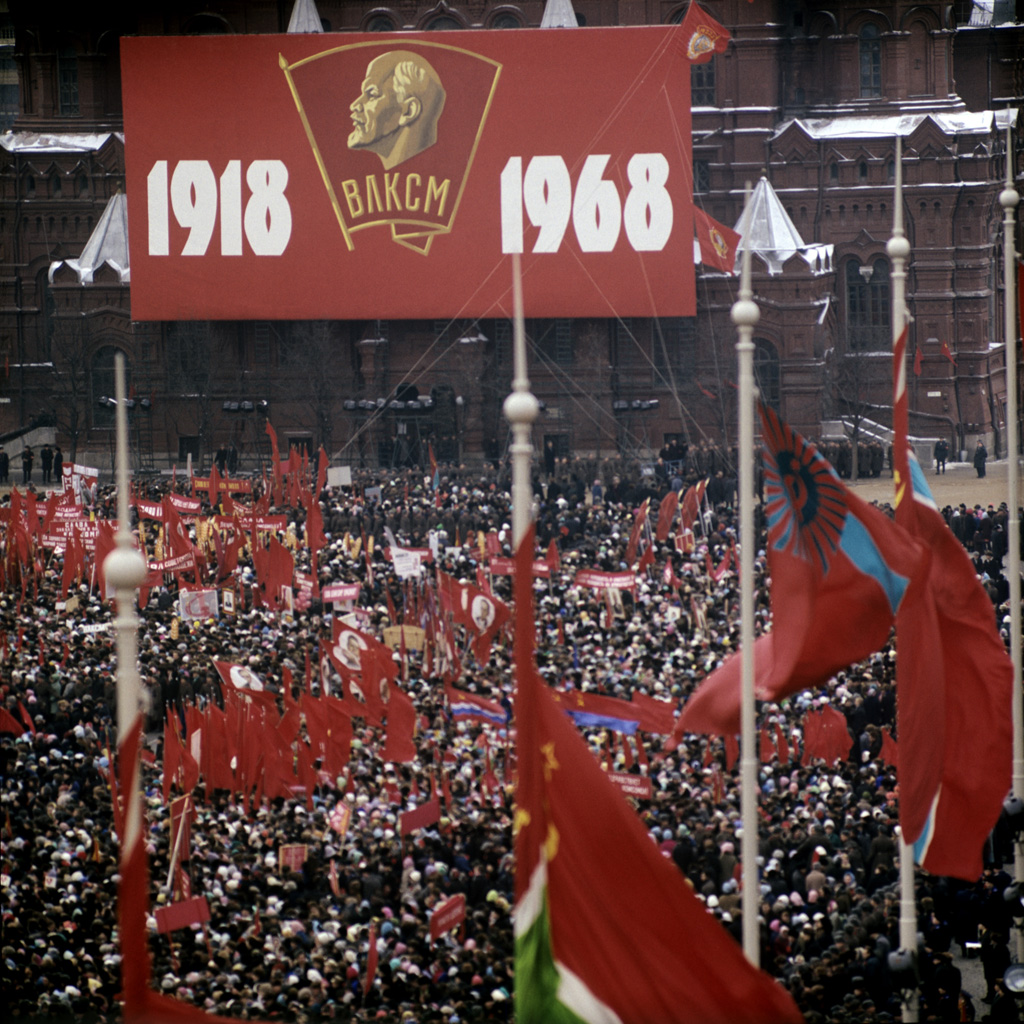
تجمع جوانان کمونیست

اتحادیه جوانان کمونیست متحد پیرو لنینیسم یا کومسومول (روسی: Всесою́зный ле́нинский коммунисти́ческий сою́з молодёжи (ВЛКСМ)) نام نهاد سیاسی جوانان در اتحاد جماهیر شوروی سوسیالیستی بود که از آن به عنوان شاخهٔ جوانان حزب کمونیست اتحاد شوروی یاد می‌شد. تلفظ دقیق‌تر این نام در روسی کامسومول است.
کومسومول یکی از سازمان‌های فرهنگی-اجتماعی مهم در اتحاد جماهیر شوروی بود.
در حدود سال ۱۹۸۰، کومسومول تقریباً چهل میلیون عضو داشت. کامسومول قصد داشت جوانان را به شهروندان «خوب» مورد نظر نظام شوروی تبدیل کند. حداقل سن عضویت در آن ۱۴ سال و حداکثر سن ۲۸ بود. فعالیت‌های اعضا شامل فعالیت‌های اجتماعی و ایدئولوژیکی (سیاسی) بود. جلساتی از جمله عصرهای باشگاهی، نمایش فیلم‌های سینمایی، سخنرانی‌ها و غیره برگزار می‌شد. در قالب این اتحادیه کوشش می‌شد جنبه اجتماعی با جنبه آموزشی ترکیب شود. این فعالیت‌ها اغلب در خانه‌های جوانان انجام می‌شد.
هر شهروند شوروی که در حال رشد بود باید یک مسیر ایدئولوژیک را دنبال می‌کرد، که با مرحله «پیشگامان» آغاز می‌شد. آنها سپس در حدود ۱۴ سالگی به کومسومول منتقل می‌شدند و تا ۲۵ تا ۲۸ سالگی در آنجا عضو باقی ماندند. پس از آن، اعضای با استعداد می‌توانند سعی کنند به حزب کمونیست بپیوندند، که شرط لازم برای رسیدن به مقام‌های بالاتر بود؛ بنابراین کومسومول همچنین به عنوان مخزنی برای استعدادهای جوان و به عنوان یک سکوی پرش برای رسیدن به درجات بالاتر شوروی خدمت می‌کرد؛ بنابراین اخراج از اتحادیه جوانان (به عنوان مثال به دلیل رفتارهای نادرست در مدرسه یا انتشار دیدگاه‌های نادرست سیاسی) مجازات سختی به همراه داشت و این بدان معنا بود که داشتن یک حرفه عادی برای آن فرد دیگر در اتحاد جماهیر شوروی امکان‌پذیر نیست.